# Megachile lyndenburgiana
Megachile lyndenburgiana är en biart som beskrevs av Embrik Strand 1911. Megachile lyndenburgiana ingår i släktet tapetserarbin, och familjen buksamlarbin. Inga underarter finns listade i Catalogue of Life.